# Alundis Brice
Alundis Brice é um ex-jogador profissional de futebol americano estadunidense que foi campeão da temporada de 1995 da National Football League jogando pelo Dallas Cowboys.